# Kirysek pstry

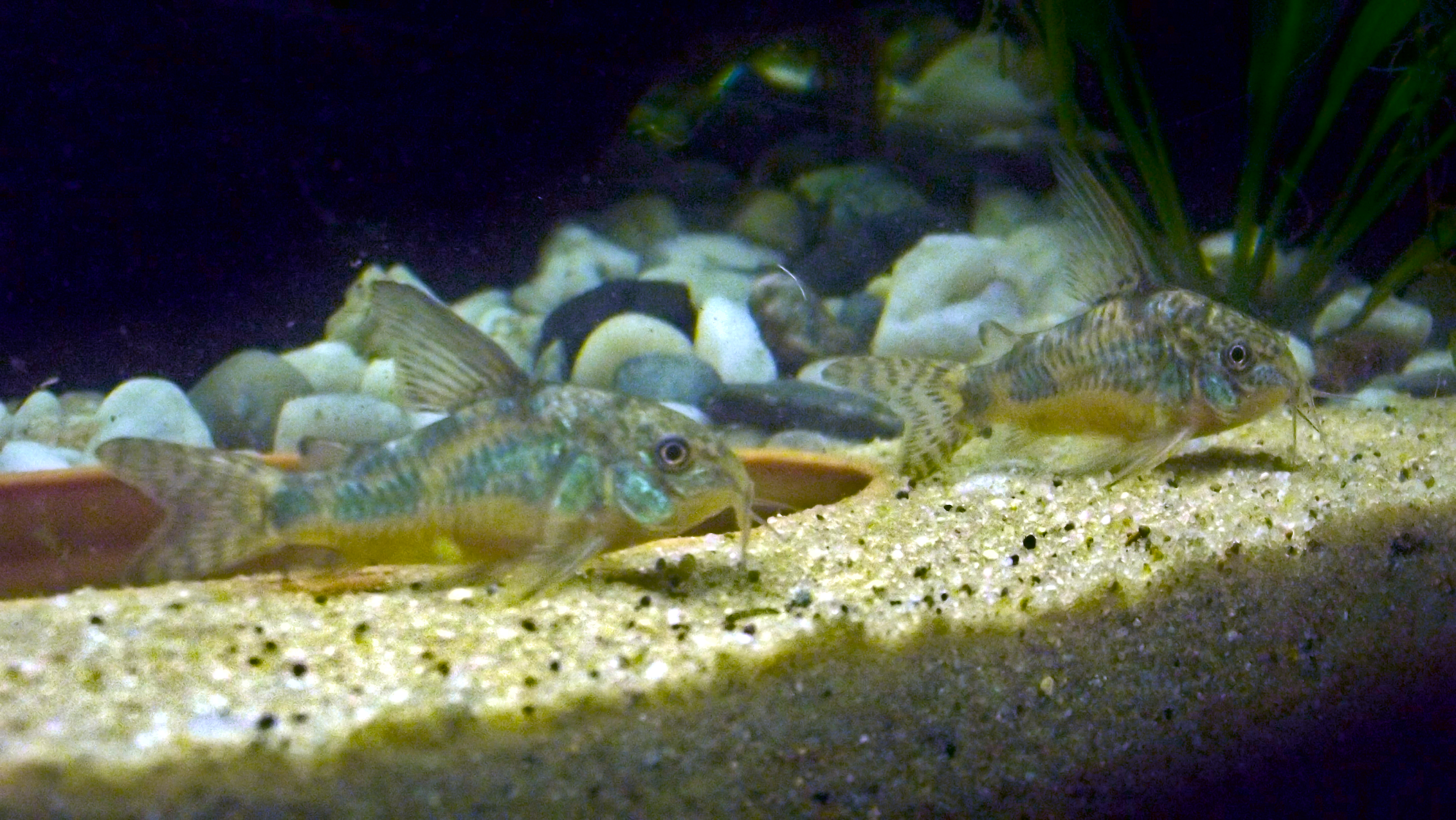
Dymorfizm płciowy (samiec po prawej)

Kirysek pstry, kirysek srokaty (Corydoras paleatus) – gatunek niewielkiej, słodkowodnej i stadnej ryby sumokształtnej z rodziny kiryskowatych (Callichthyidae), jeden z pierwszych gatunków wprowadzonych do hodowli akwarystycznych.

## Występowanie
Południowo-wschodnia Brazylia w dorzeczu La Platy.

## Charakterystyka
Niewielka ryba koloru szarego, z ciemniejszymi plamami na grzbiecie. Trzy pary wąsików przy otworze gębowym.
Długość ciała dorosłego osobnika zwykle nie przekracza w warunkach hodowlanych 7 cm.

## Dymorfizm płciowy
Samice są zwykle większe i pełniejsze.

## Warunki hodowlane
Ryba żyjąca stadnie (powyżej 6 osobników). Od czasu do czasu podpływa do powierzchni, aby zaczerpnąć powietrza (oddycha dodatkowo przez jelita). Jest przystosowana do życia w warunkach deficytu tlenowego. Nie jest agresywna, zalecana do akwarium wielogatunkowego, czyści dno akwarium z resztek pożywienia. Na dnie nie należy umieszczać ostrego żwiru, gdyż może dojść do uszkodzenia delikatnych wąsików.

## Rozmnażanie
Ryba jajorodna. Przed tarłem ryby powinny być karmione obficie dobrym pokarmem. Można je zachęcić podmieniając znaczną część wody na chłodniejszą. Tarło poprzedza gonitwa ryb w zbiorniku. Kiryski zazwyczaj nie zjadają ikry, jednak podczas energicznego pływania mogą ją uszkodzić. Ikra jest zazwyczaj  składana na kamieniach, szybie akwarium lub roślinach. Jest bardzo delikatna i często gnije. Aby temu zapobiec wodę należy odkazić trypaflawiną lub specjalnym preparatem. Młode należy karmić drobnym planktonem, a następnie siekanymi doniczkowcami lub rurecznikami. Dobrze karmione osiągają dojrzałość płciową po 12 miesiącach.